# فرديناند غانون
فرديناند غانون (بالإنجليزية: Ferdinand Gagnon)‏ هو صحفي أمريكي، ولد في 8 يونيو 1849 في سان هياسنت في كندا، وتوفي في 15 أبريل 1886 في ورسستر في الولايات المتحدة.